# Point de rencontre
Pour plus de détails, voir Fiche technique et Distribution.
Point de rencontre (Sabirni centar) est un film yougoslave réalisé par Goran Marković, sorti en 1989.

## Fiche technique
- Titre : Point de rencontre
- Titre original : Sabirni centar
- Réalisation : Goran Marković
- Scénario : Goran Marković et Dušan Kovačević d'après sa pièce
- Production : Aleksandar Stojanovic
- Musique : Zoran Simjanović
- Photographie : Tomislav Pinter (hr)
- Pays d'origine : Yougoslavie
- Format : Couleurs - Mono
- Genre : Comédie dramatique, fantastique
- Durée : 98 minutes
- Date de sortie : 1989

## Distribution
- Rade Markovic : Professeur Misa
- Bogdan Diklic : Petar
- Dragan Nikolic : Janko
- Olivera Markovic : Angelina
- Branko Plesa : Docteur Katic

## Récompenses
- Prix spécial du jury et prix de la critique au Festival international du film fantastique d'Avoriaz 1990.
- Grande Arène d'or au Pula Film Festival.
- Palme d'or à la Mostra de Valence du cinéma méditerranéen.